# Липник
Липни́к — село в Україні, у Львівському районі Львівської області.

## Історія
Село вперше згадується в історичній літературі за 1565 рік. Колишня назва села та парафії — Кам'янка-Липник (пол. Kamionka Lipnik, Lipnik Kamieniecki). До середини XIX століття село Липник було присілком, тепер неіснуючого села, Кам'янки-Волоської, колись одного із найбільших сіл в Галичині. Ця назва об'єднувала 14 присілків, а кожен з цих присілків складався з певної кількості, так званих давніше, дворищ (хуторів), які складалися звичайно з 2—7 будинків, а інколи й більше. Кожне таке дворище мало власну назву, а щодо своєї власності і прав творило окрему гміну. Загальна кількість дворищ була 278.
17 липня 2020 року, в результаті адміністративно-територіальної реформи та ліквідації Жовківського району, село увійшло до складу Львівського району.
В радянський час на території села розташовувалась центральна садиба колгоспу ім. Чапаева. Вирощувались зернові та технічні культури. Розвинуте тваринництво м’ясо-молочного напряму, птахоферма. Працювала пекарня. 
В селі є школа І-ІІІ ступенів, директор Сухович Я.Р.
13 листопада 1887 р. почали курсувати поїзди з Рави-Руської до Жовкви і далі до Львова зупиняючись на станції Липник. Зараз станція закрита для відвідувачів.

### Палац
Згідно переказів у селі був оборонний замок від якого залишились лише руїни (одна з гіпотез чому у назва Кам'янка) Замок, чи, можливо, просто укріплена садиба, знаходився на південний схід від пізнішої резиденції власників села, родин Воронецьких і Чайковських. У 1832 р. вона була значно розширена шляхом будівництва нової будівлі.
Новий садибний будинок складався з двох цікавих пізньокласицистичних будівель: відносно невеликого основного житлового будинку та ефектнішого і більшого флігеля. Власники не були впевнені, хто з них старший. Існували підозри, що пізніший флігель спочатку був призначений для житлових цілей, а потім, можливо, на етапі будівництва, ролі помінялися.
Родина Чайковських жила в меншій будівлі. Це була одноповерхова будівля на дуже низькому фундаменті, побудована на широкому прямокутному плані, вкрита не надто високим гладким двосхилим дахом, нещодавно покритим цинковими листами. Садибу оточував мальовничий парк площею 12 акрів з двома великими, відкритими, майже безлісими галявинами, розташованими збоку від входу та позаду будинку. Центр галявини перед будинком займав басейн з масивних каменів і фонтан.
Під час війни палац згорів та був розібраний. На території облаштували колгосп. 

### Храм Воскресіння Господнього
Найдавніші згадки про церкву походять з 1564 р. Попередня дерев’яна церква була зведена у 1616 р. У 1671 р. польський король Михайло Корибут Вишневецький ериґував в селі парафію. Будівництво існуючої споруди розпочалося у 1768, а завершилося у 1780 р. Поновлена у 1792 р. Мурована, тридільна, одноверха, в стилі пізнього бароко. Наву вінчає баня на світловому восьмибічному барабані. Західний причілок завершений бароковим фронтоном. П’ятиярусний золочений іконостас з рокайлевою різьбою походить з кінця XVIII ст. По сторонах іконостасу образи А. Качмарського з 1855 р. Головний вівтар різьблений в стилі бароко з образами художника К. Зелера. З 1989 р. належить громаді УГКЦ . 
Розташована на невеликому узвишші, оточеному старими липами. На схід від церкви – сільський цвинтар. До центральної квадратової в плані нави прилягають прямокутні, витягнені по поперечній осі, бабинець з заходу та вівтар зі сходу. При вівтарі з півночі і півдня розташовані невеликі пря -мокутні ризниці, сучасні церкві, а при бабинці з заходу – пізніший пригінок. Наву вінчає баня на світловому восьмибічному барабані. Вівтар і бабинець вкриті двосхилими дахами. Західний фасад членований чотирма пристінними пілястрами і завершений профільованим ґзимсом. Причілок фасаду завершений бароковим фронтоном. Подібний скромніший фронтон вінчає східний фасад. 
На захід від церкви розташовна мурована стінна дзвіниця.
12 липня 2012 року у селі освячено новий храм св. Петра та Павла парафії УПЦ. Будівництво відбувалось з 2007-2012 рр.

## Населення

### Мова
Розподіл населення за рідною мовою за даними перепису 2001 року:
| Мова       | Кількість | Відсоток |
| ---------- | --------- | -------- |
| українська | 738       | 99.87%   |
| російська  | 1         | 0.13%    |
| Усього     | 739       | 100%     |

## Особистості
- Романус Петро Григорович (14.07.1980 - 26.12.2023) – боєць ЗСУ, оператор групи обробки інформації 1 взводу роти зв'язку основного командного пункту польового вузла зв'язку військової частини. Помер в м. Львів. Поховали захисника 27.12.2023 на місцевому кладовищі.
- Савка Качмар Марія  – українська керамістка.